# Edmund Kabza
Edmund Kabza (ur. 7 kwietnia 1897 w Kowalach, zm. 14 sierpnia 1955 w Bydgoszczy) – major piechoty Wojska Polskiego, działacz niepodległościowy, kawaler Orderu Virtuti Militari.

## Życiorys
Urodził się w miejscowości Kowale, w rodzinie leśnika Władysława, i Jadwigi z Adamczewskich. W 1916 został wcielony do armii niemieckiej i przydzielony do 46 pułku piechoty w Jarocinie. W latach 1917–1918 walczył na froncie francuskim.
Był członkiem Polskiej Organizacji Wojskowej Zaboru Pruskiego. W czasie powstania wielkopolskiego walczył w szeregach kompanii chodzieskiej, a w czasie wojny z bolszewickiej w szeregach Batalionu „Śmierci” przy Dywizji Litewsko-Białoruskiej, a następnie 56 pułku piechoty. 6 sierpnia 1920, jako dowódca 12. kompanii wyróżnił się w walkach pod Gnojnem. Po zakończeniu wojny kontynuował służbę wojskową w 56 pp w Krotoszynie. 27 czerwca 1935 został mianowany majorem ze starszeństwem z 1 stycznia 1935 i 60. lokatą w korpusie oficerów piechoty. W sierpniu tego roku został wyznaczony na stanowisko dowódcy batalionu. Do sierpnia 1939 dowodził I batalionem w macierzystym 56 pp.
Zmarł 14 sierpnia 1955 w Bydgoszczy. Został pochowany na Cmentarzu Starofarnym przy ul. Grunwaldzkiej. W 1974 jego prochy zostały sprowadzone na cmentarz parafii św. Jana Chrzciciela w Krotoszynie (sektor 3W-6-11).

## Ordery i odznaczenia
- Krzyż Srebrny Orderu Wojskowego Virtuti Militari[10] nr 152[11]
- Krzyż Niepodległości – 20 lipca 1932 „za pracę w dziele odzyskania niepodległości”[12][13][14][15]
- Krzyż Walecznych czterokrotnie[16][17]
- Krzyż na Śląskiej Wstędze Waleczności i Zasługi[18]